# Jugoistočni poluotok (Sveti Kristofor)
Jugoistočni poluotok (eng. Southeast Peninsula) nalazi se na otoku Sveti Kristofor, u Svetom Kristoforu i Nevisu, u arhipelagu Malih Antila na Karibima.

## Geografija
Nalazi se jugoistočno od glavnog grada zemlje, Basseterrea, a proteže se u dužini od oko 14 km od glavnog grada do tjesnaca The Narrows, koji odvaja otok Sveti Kristofor od otoka Nevis. U najužem dijelu se nalazi prevlaka koja je na najužem dijelu široka manje od jednog kilometra.

## Značajke
Značajke poluotoka uključuju Veliko slano jezero, najveće jezero u zemlji, vrh St. Anthony's Peak, plaže Turtle Beach, North Friar's Bay i South Friar's Bay i nekoliko zaljeva (uključujući Ballast Bay, Major's Bay i Cockleshell Bay). Najveći zaljev, koji obuhvaća skoro cijelu južnu obalu poluotoka, je Frigate Bay.
Sve donedavno, ovaj niski poluotok pun šikare bio je manje razvijen od ostatka otoka dostupan uglavnom brodom. Izgradnja ceste za sve vremenske uvjete tijekom 1990-ih dovela je do određenog razvoja, osobito oko plaže Turtle.